# 斯蒂文·德弗爾
斯蒂文·德弗爾 （Steven Defour，1988年4月15日—）是一位比利時足球運動員。
迪科亞既能擔當攻擊型中場，也能勝任防守型中場。他曾是標準列治的隊長，并且協助標準列日獲得了2008-09賽季的比甲冠軍和2010-2011賽季的比利時杯。